# Kościół św. Wojciecha i Stanisława w Wilamowie
Kościół św. Wojciecha i Stanisława – rzymskokatolicki kościół parafialny w Wilamowie, w powiecie poddębickim, w województwie łódzkim (gmina Uniejów). 

## Historia
Pierwsza wzmianka o istnieniu kościoła we wsi pochodzi z początku XV wieku. W latach 20. XVI wieku należał do Marcina z Iwanowic. Świątynia ta była drewniana, kilkakrotnie odbudowywana. W 1894 powstał obecny kościół w stylu neogotyckim. Cennym zabytkiem jest około siedemsetletnia kropielnica. Budowniczym obiektu był ks. Paweł Romanowski, który spoczywa na lokalnym cmentarzu.

## Galeria

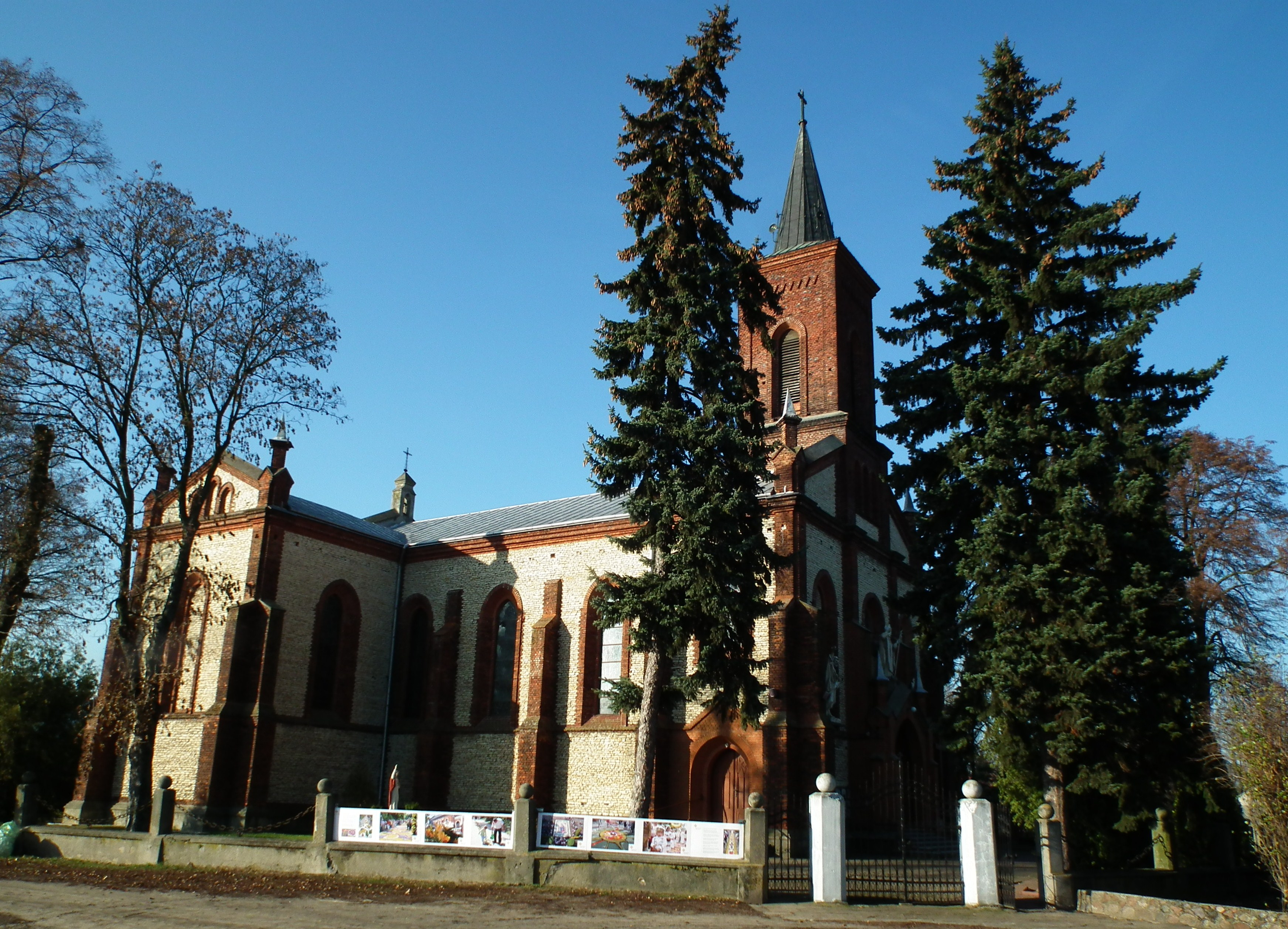
Widok ogólny
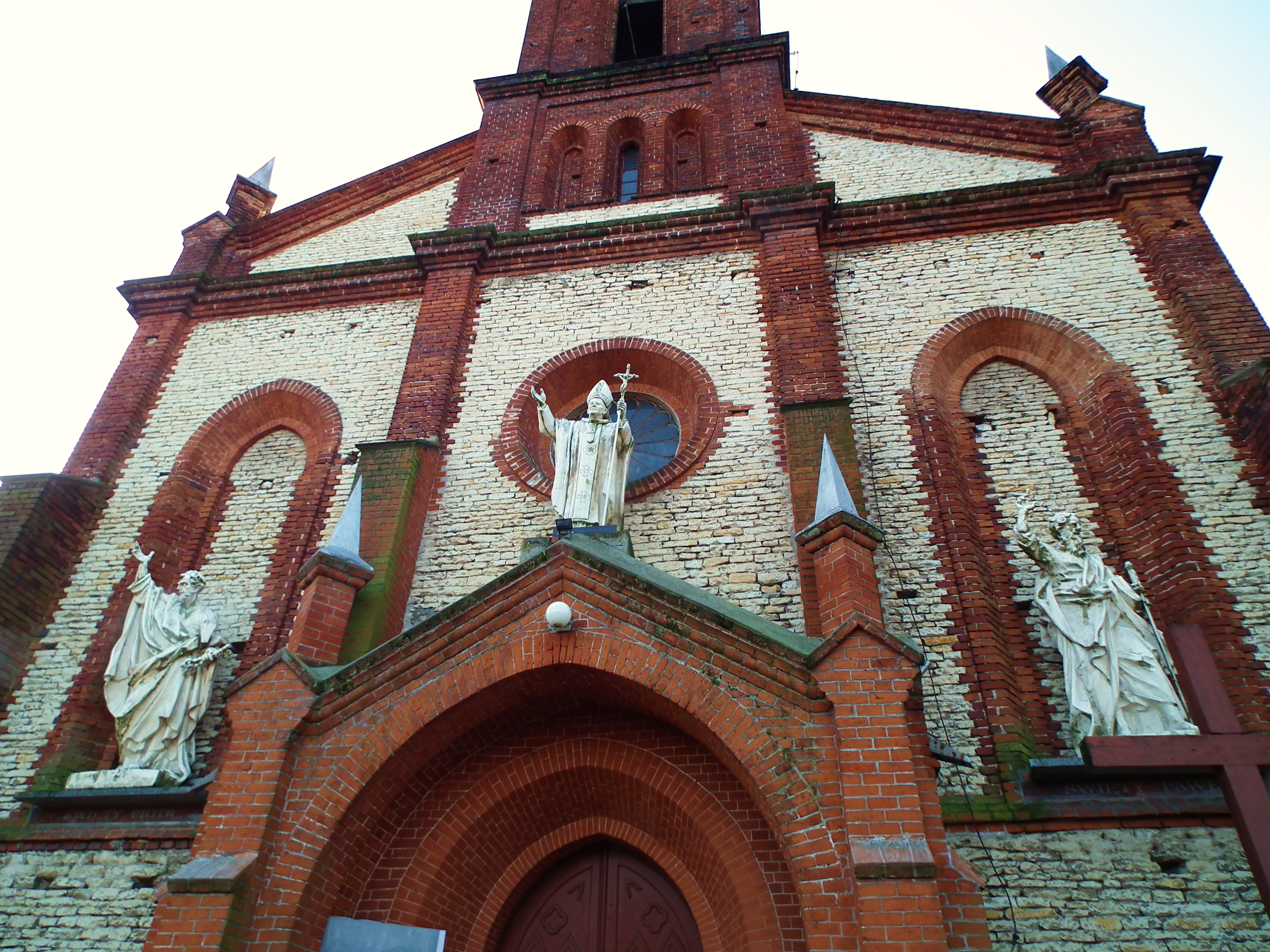
Rzeźby
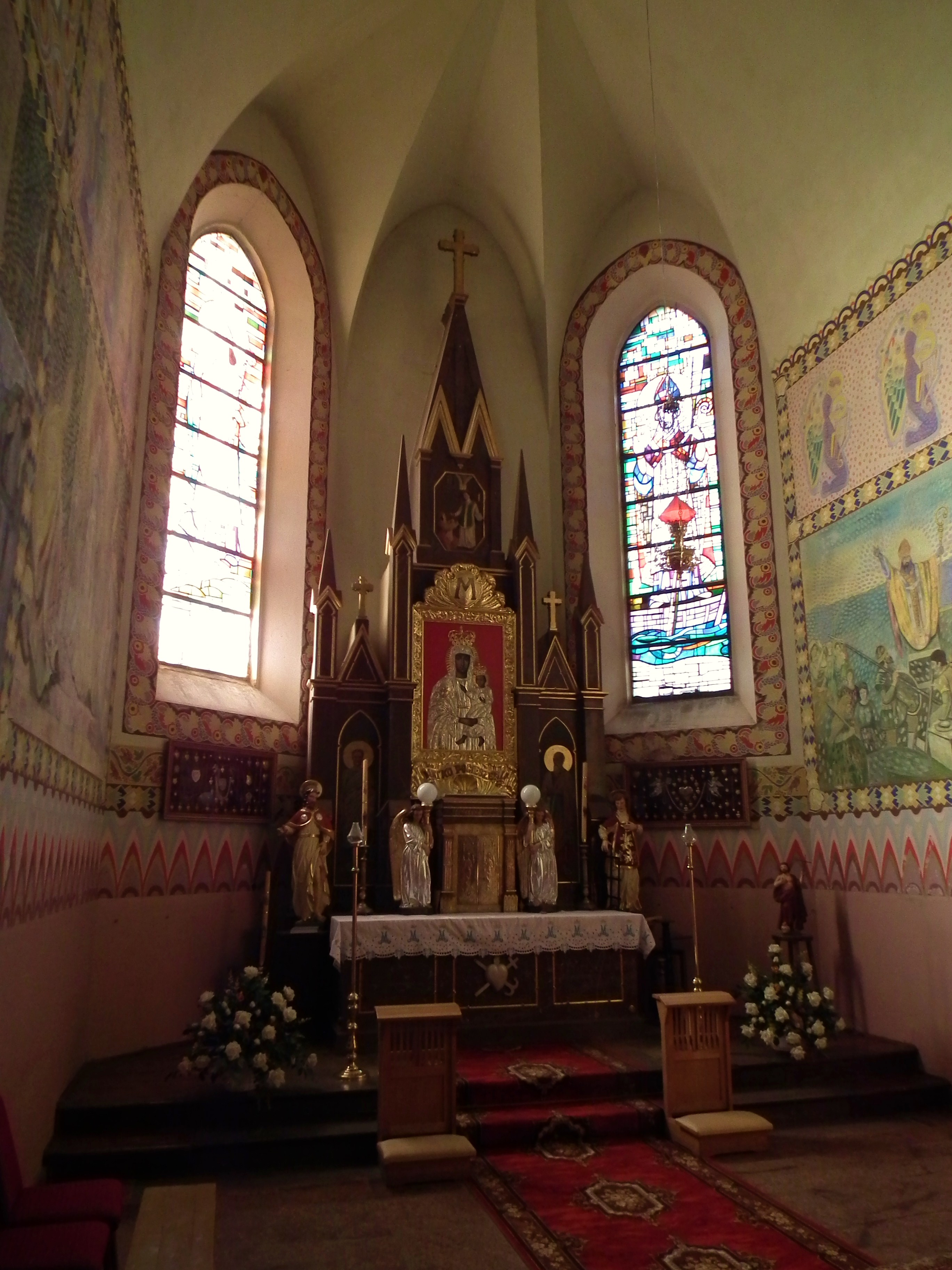
Ołtarz główny